# Metelen
Metelen là một đô thị ở huyện Steinfurt, trong Nordrhein-Westfalen, Đức. Đô thị này có dân số 6431 người (cuối năm 2006) và diện tích 40,23 km2.